# Dionchus remorae
Dionchus remorae is een soort in de taxonomische indeling van de platwormen (Platyhelminthes). De worm is tweeslachtig en kan zowel mannelijke als vrouwelijke geslachtscellen produceren. De soort leeft in zeer vochtige omstandigheden. 
De platworm behoort tot het geslacht Dionchus en behoort tot de familie Dionchidae. De wetenschappelijke naam van de soort werd voor het eerst geldig gepubliceerd in 1916 door MacCallum.
Dit is een ectoparasiet op kieuwen van Echeneis naucrates en Caranx hippos.